# Església parroquial de Sant Sebastià (Castellfabib)
L'ermita de Sant Sebastià és un temple religiós sota l'advocació de Sant Sebastià en el llogaret de Mas de Jacinto, terme municipal de Castellfabib.
És Bé de Rellevància Local amb identificador nombre 46.09.092-004.

## Història
L'ermita de Sant Sebastià de Mas de Jacinto data del segle XVII.

## Descripció
L'ermita depén eclesiàsticament de la parròquia de Torrealta. Aquesta ermita es troba sobre un petit altiplà en el llogaret. És un edifici humil i senzill, construït a força de maçoneria i amb coberta a dues aigües. La façana posseeix una porta amb llindar amb una finestra sobre ella, i rematada amb espadanya de teuladeta. En aquesta espadanya es troba l'única campana de l'ermita, la de Sant Sebastià, fosa per Roses Soler, Juan Bautista (Atzeneta d'Albaida) en 1951, amb un diàmetre de 41 cm i un pes de 40 kg.
L'interior és de nau única rectangular amb sostre pla embigat. Al centre existeix un arc peraltat, a més d'un cor als peus del temple i poc corregut en un dels laterals. En el templet de l'altar es venera la imatge del titular de l'ermita, Sant Sebastià.
Entre la resta d'objectes de culte, destaca una creu de fusta, que segons la tradició, assegura procedir de Getsemaní.